# Cheumatopsyche halima
Cheumatopsyche halima är en nattsländeart som beskrevs av Donald G. Denning 1948. Cheumatopsyche halima ingår i släktet Cheumatopsyche och familjen ryssjenattsländor. Inga underarter finns listade i Catalogue of Life.